# 年収300万円時代
年収300万円時代（ねんしゅう300まんえんじだい）とは、経済アナリストの森永卓郎が著書、「年収300万円時代を生き抜く経済学」において主張した、日本経済において用いられる言葉。これは日本での労働者の収入、賃金が下がり続け、多くの日本国民の年収が300万円程度になるという時代のこと。国税庁の調査によると、1990年代後半より日本国民の平均年収は年々下がり続けていた。。
森永卓郎は、これは小泉純一郎の構造改革の結果、日本国内で生じている階級社会の結果であるとし、多くの日本国民が収入が下がり生活が厳しくなっているのに対し、少数の日本国民の収入は従来よりも遥かに上昇しているとする。また、アメリカ合衆国の国内事情は早い段階からこのような状況になっており、日本もアメリカに続いてこのような状況になっていると主張している。これが話題となり、2003年の新語・流行語大賞に年収300万円時代がノミネートされた。
完全週休2日制のフルタイム労働の場合、1年の労働時間は2080時間、2088時間、2096時間の3パターンである。
- 年収300万円は時給換算で約1442円、約1437円、約1431円、
- 年収200万円は時給換算で約962円、約958円、約954円、
- 年収50万円は時給換算で約240円、約239円、約239円、